# صموئيل بيريز (لاعب كرة قدم)
صموئيل بيريز (بالإسبانية: Samuel Pérez Fariña)‏ هو لاعب كرة قدم إسباني في مركز حراسة المرمى، ولد في 26 أبريل 1997 في تيغيستي في إسبانيا. لعب مع Sevilla FC C ‏.

## وصلات خارجية
- صموئيل بيريز (لاعب كرة قدم) على موقع قاعدة بيانات كرة القدم.إي يو (الإنجليزية)
- صموئيل بيريز (لاعب كرة قدم) على موقع Soccerway.com (الإنجليزية)